# Värmeljus

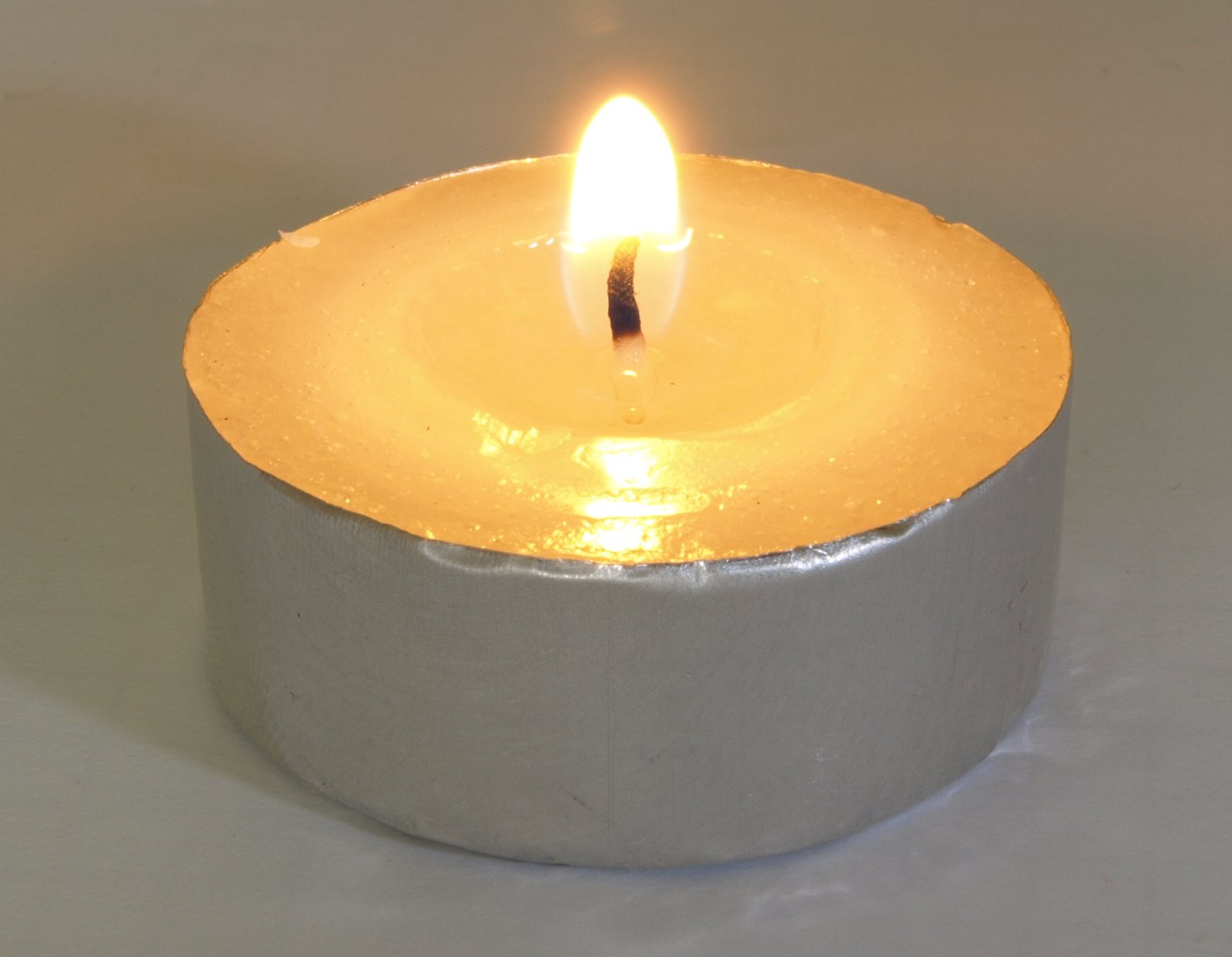
Ett värmeljus.

Värmeljus är en typ av levande ljus som kan användas som värmekälla för varmhållning eller som prydnad.
Värmeljus används ofta för att skapa mysstämning.
Till sin funktion är ljuset en oljelampa av enklaste modell, avvikande är att veken är centrerad i mitten och står med eget stöd samt att en ljusmassa används som är stelnad vid normal rumstemperatur. Ljusmassan består av paraffin eller stearin som övergår till flytande form av värmen från lågan. Ljuskoppen är ofta av aluminium och vekestödet av järn, men det förekommer även att ljuskoppen är av plast. Av miljöskäl finns det även värmeljus som säljs utan kopp och med glaskopp för återanvändning.
Brinntiden för värmeljus varierar allt mellan fyra och sju timmar beroende på kvalitet och storlek. Brinntiden påverkas av temperaturen i ljusets direkta omgivning eftersom temperaturen hos den smälta ljusmassan och dess kvalitet påverkar hur mycket paraffin som avdunstar direkt från vätskeytan utan att förbrännas i lågan.
På värmeljus kan det finnas några små bulor på undersidan av koppen, som åstadkommer en luftspalt under densamma. Detta minskar risken att underlaget värmeskadas. I somliga tillverkningar saknas sådana bulor.
Vid återvinning av värmeljuskopp i aluminium och vekeshållare i järn ska dessa avskiljas från varandra. Båda lämnas till återvinning för metallskrot på återvinningscentralen, men återvinns sedan separat eftersom aluminium och järn har olika smälttemperaturer.

## Säkerhetsföreskrifter
Värmeljus ska inte placeras för nära varandra då det finns risk för en mindre explosion om det smälta stearinet eller paraffinet fattar eld. Värmeljus ska inte heller blåsas ut ovanifrån, eftersom det då finns en antändningsrisk och risk att bränna sig. Istället bör ljuset släckas med en ljussläckare eller blåsas ut från sidan.
Värmeljus måste placeras horisontellt. Om ett tänt värmeljus står på ett icke fullständigt horisontellt underlag, kan det hända att vekehållaren glider ner i närheten av det tunna aluminiumhöljet. Höljet smälter då efter ett tag, och smält ljusmassa flödar ut över underlaget, med uppenbar risk för brand. Brand av denna orsak har inträffat.
Somliga tillverkningar har i höljet några inbuktningar som håller vekehållaren på plats, även om underlaget lutar en aning.